# Мост Лорье-авеню
Мост Лорье-авеню (англ. Laurier Avenue Bridge) — автомобильный стальной арочный мост через канал Ридо в Оттаве, Канада. Является частью Лорье-авеню, от которой получил своё название. Благодаря выкрашенным в зелёный цвет стальным аркам мост — один из наиболее узнаваемых в Оттаве. Многие из мероприятий зимнего фестиваля Винтерлюд проходят в окрестностях моста, на его фоне любят фотографироваться лыжники. У восточного конца моста расположен южный вход в штаб-квартиру Министерства национальной обороны Канады.
Впервые мост в этом месте был сооружён в 1872 году. Современный мост с 4-полосным движением был сооружён в 1900 году и был продлён на восток в 1945 году. Изначально мостом управляла Национальная столичная комиссия Канады, однако в 1996 году она передала этот мост вместе с мостом Макензи Кинг городским властям, поскольку у комиссии не оказалось достаточно финансов на ремонт обоих мостов. В 2001 году мост был реставрирован и расширен. Была увеличена площадь автомобильного движения, добавлены выделенные полосы для велосипедистов, расширены обочины для пешеходов. Вокруг моста были сооружены лестницы, выполнено благоустройство прилегающей территории.